# Volcán Tacora
El volcán Tacora (del aimara: taqura ‘instrumento de telar, especie de totora’) o (del quechua: tacuri ‘inquietud, alboroto’) se ubica en la cordillera de los Andes al norte de Chile, muy próximo a la frontera con Perú. Administrativamente pertenece a la Región de Arica y Parinacota.
Su principal cualidad es ser el volcán más septentrional de todos los existentes en el país.
Junto al volcán Tacora se ubica su hermano gemelo, el volcán Chupiquiña; levemente más bajo que el Tacora; que marca el comienzo de la cordillera del Barroso hacia el norte; la línea fronteriza pasa entre ambos volcanes siendo el Tacora de Chile y el Chupiquiña del Perú.

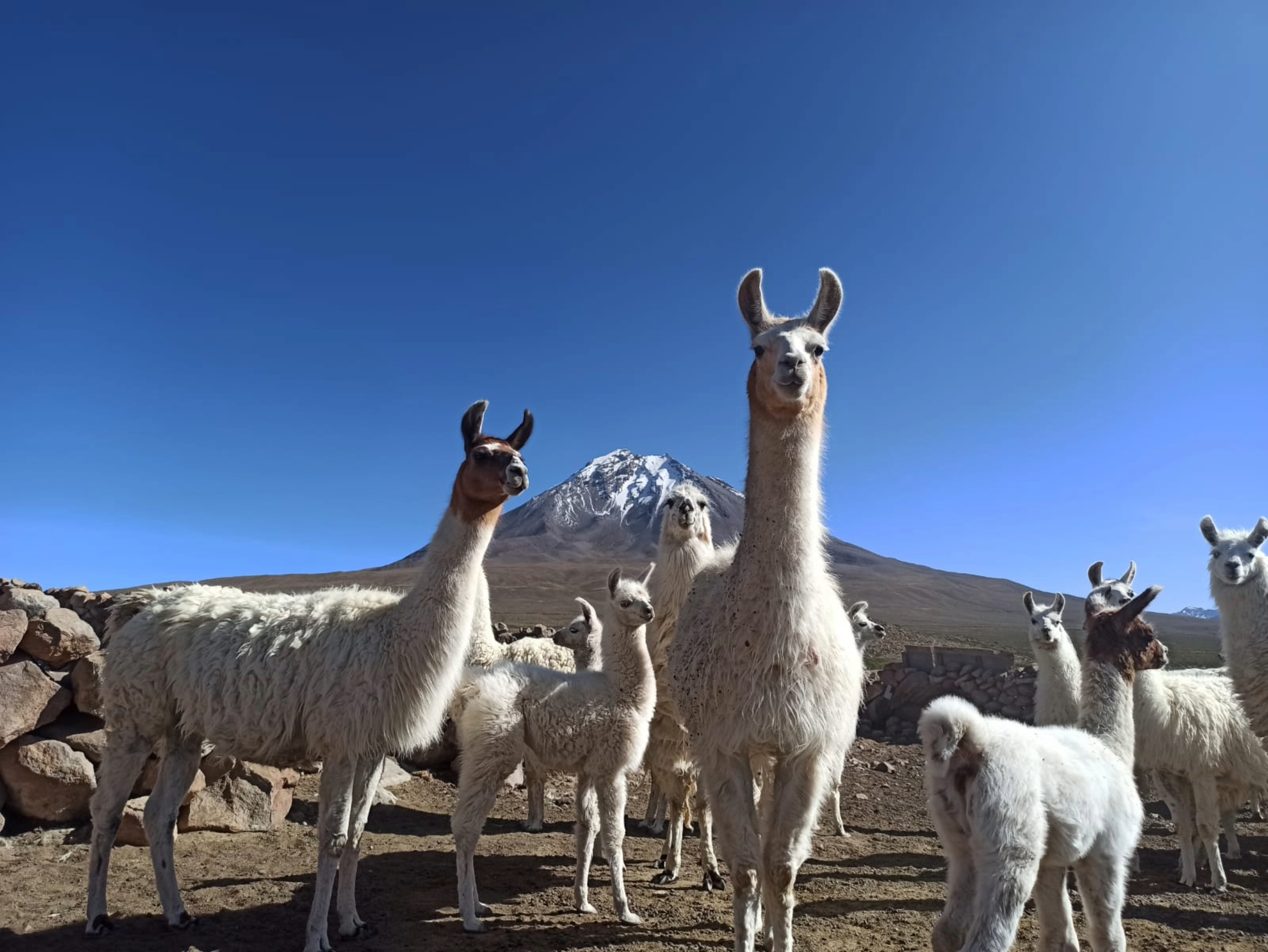
Ganadería camélida a los pies del Volcán Tacora.

En las laderas del volcán se encuentran yacimientos de azufre, además de la abandonada Mina Aguas Calientes, importante azufrera en tiempos pasados, desde donde se transportaban las riquezas por un pequeño ramal del ferrocarril Arica-La Paz.
Poblados cercanos al volcán son los caseríos de Villa Tacora y Villa Industrial.

Tacora.-—Cerro prominente de los Andes cerca de la frontera de la provincia de Tacna con Bolivia, situado bajo los 17º 47' Lat. y 69º 45' Lon.; y de una altitud sobre el nivel del Pacífico de 4,173 metros. Se halla contiguo á otro cerro, cubierto como él de perpetua nieve, que se denomina pico de Ancochallaní. Á su pie está la pequeña aldea de su nombre, el cual se cree formado de la palabra quichua tacuri, que expresa inquietud, alboroto. 
Francisco Solano Asta-Buruaga y Cienfuegos, Diccionario Geográfico de la República de Chile (1897 ) 

## Etimología
El origen del topónimo "Tacora", según lo sostenido en 1899 por el abogado y diplomático Astaburuaga Cienfuegos, proviene del término tacuri, de origen quechua, que significa inquietud, alboroto. Sin embargo, más recientemente, el académico Mamani ha sostenido que "Tacora" proviene del término taqura, de origen aimara, y que alude a un instrumento de telar y a una especie de totora.